# GH엔터테인먼트
GH엔터테인먼트(GH Entertainment)는 대한민국의 연예기획사로  이일준, B.I.G, 써드아이 등 소속되어 있다.

## 과거의 연예인
- 이일준
- 비아이지 (제이훈, 건민, 진석) (2014년 ~ 2023년)
- 써드아이 (유지, 유림, 하은, Moon sua) (2019년 ~ 2023년)